# Buiú
Marcos Ytalo Benício da Silva, meglio noto come Buiú (Fortaleza, 27 aprile 1996), è un calciatore brasiliano, difensore del Náutico.

## Carriera
Ha esordito nel Brasileirão il 30 maggio 2021 disputando con il Ceará l'incontro vinto 3-2 contro il Grêmio.

## Statistiche

### Presenze e reti nei club
Statistiche aggiornate al 6 aprile 2022.
| Stagione        | Squadra         | Campionato      | Campionato | Campionato | Coppe nazionali | Coppe nazionali | Coppe nazionali | Coppe continentali | Coppe continentali | Coppe continentali | Altre coppe | Altre coppe | Altre coppe | Totale | Totale |
| Stagione        | Squadra         | Comp            | Pres       | Reti       | Comp            | Pres            | Reti            | Comp               | Pres               | Reti               | Comp        | Pres        | Reti        | Pres   | Reti   |
| --------------- | --------------- | --------------- | ---------- | ---------- | --------------- | --------------- | --------------- | ------------------ | ------------------ | ------------------ | ----------- | ----------- | ----------- | ------ | ------ |
| 2014            | Itapipoca       | PD/CE           | 2          | 0          |                 | -               | -               |                    | -                  | -                  |             | -           | -           | 2      | 0      |
| 2015            | Ceará           | B               | 7          | 0          | CB              | 2               | 0               |                    | -                  | -                  |             | -           | -           | 9      | 0      |
| 2016            | Ceará           | PD/CE+B         | 1+3        | 1+0        | CB              | 2               | 0               |                    | -                  | -                  |             | -           | -           | 6      | 1      |
| 2017            | Joinville       | PD/SC+C         | 1+13       | 0+1        | CB              | -               | -               |                    | -                  | -                  |             | -           | -           | 14     | 1      |
| 2018            | Ferroviária     | D               | 4          | 0          |                 | -               | -               |                    | -                  | -                  |             | -           | -           | 4      | 0      |
| 2018            | Bragantino      | C               | 11         | 0          | CB              | -               | -               |                    | -                  | -                  |             | -           | -           | 11     | 0      |
| 2019            | Bragantino      | A1/SP           | 8          | 0          |                 | -               | -               |                    | -                  | -                  |             | -           | -           | 8      | 0      |
| 2019            | Ferroviária     | D               | 4          | 0          |                 | -               | -               |                    | -                  | -                  |             | -           | -           | 4      | 0      |
| 2020            | Santo André     | A1/SP           | 4          | 0          | CB              | 1               | 0               |                    | -                  | -                  |             | -           | -           | 5      | 0      |
| 2020            | Ceará           | A               | 0          | 0          | CB              | -               | -               |                    | -                  | -                  |             | -           | -           | 0      | 0      |
| 2021            | Ceará           | PD/CE+A         | 3+12       | 1+0        | CB              | 1               | 0               | CS                 | 1                  | 0                  |             | -           | -           | 17     | 1      |
| 2022            | Ceará           | PD/CE+A         | 0          | 0          | CB              | 0               | 0               | CS                 | 0                  | 0                  |             | -           | -           | 0      | 0      |
| Totale carriera | Totale carriera | Totale carriera | 73         | 3          |                 | 6               | 0               |                    | 1                  | 0                  |             | -           | -           | 80     | 3      |

## Palmarès

### Competizioni regionali
- Copa do Nordeste: 1

Ceará: 2015

### Competizioni statali
- Campionato Potiguar: 1

América-RN: 2024